# ダルマトゥンガ王
ダルマトゥンガ王（Dharmatunga、? - 782年）は、8世紀から9世紀にかけてインドネシアの中部ジャワに栄え、大乗仏教を奉じたシャイレーンドラ朝の王（在位：775年以前 - 782年）。別名ヴィシュヌ王。

## 概略
シャイレーンドラ朝の王のうち、最もさかんに対外進出をおこなったとされ、碑文によれば、767年にヴェトナム北部に侵入し、774年にチャンパ王国を襲撃したとされる。
治世の西暦780年頃、ボロブドゥール寺院の造営を開始した。778年のカラサン碑文によれば、王はヒンドゥー教を奉ずるサンジャヤ王家（古マタラム王国）のパナンカラン王に対し、ターラ（多羅菩薩）をまつるための寺院とシャイレーンドラ王家を祀る仏僧のための僧院を建造するよう提案したとしており、それに対してパナンカラン王は、周辺の土地を免税とする代わり、その地からの収入を寺院造営に利用するよう命じたと記している。